# Ciríac II de Kakhètia
Ciríac II de Kakhètia (en georgià: კვირიკე II) fou un príncep de Kakhètia de la dinastia dels Ciriàquides, que va regnar de 929 a 976.

## Biografia
Ciríac II era el fill i successor de Phadla II de Kakhètia. El seu llarg regnat va marcat per la revolta dels Gardabanians que van cridar en ajut al rei Jordi II d'Abkhàzia. Aquest últim va entrar a Kakhètia, i va assolar i saquejar el país, retornant després a Abkhàzia. Després va encomanar al seu fill Leó, virrei de Kartli (futur Lleó III d'Abkhàzia) continuar la campanya. Lleó va trobar un aliat en el príncep Xurta, un germà de Ciríac II i gendre del rei Jordi II, que li va obrir les portes de les fortaleses, principalment de la fortalesa d'Ujarma. El corbisbe (rei) de Kakhètia, Ciríac, sense més possibilitats de mantenir la resistència, va acceptar retre homenatge a Jordi II d'Abkhàzia i es va desplaçar a aquest país. Jordi II li va permetre tornar a Kakhètia contra l'opinió de Lleó. Al tornar, Ciríac II, d'acord amb la noblesa (aznauri) del país va recuperar les ciutadelles que havia perdut.
Furiós, el rei de Abkhàzia va enviar una nova expedició manada pel seu fill Lleó III d'Abkhàzia. Aquest va atacar el país i va fer molts estralls, però en mig dels combats es va assabentar de la mort del seu pare, el que aconsellava que tornés ràpidament a Abkhàzia per assegurar la corona, i per assegurar la pau va fer un tractat amb Ciríac pel qual el fill d'aquest, el príncep David de Kakhètia, es casaria amb la filla de Lleó. La mort inesperada de la jove princesa poc temps després va posar tots els acords en qüestió i el malentès va reaparèixer entre les dues corts. Lleó III d'Abkhàzia va organitzar la seva tercera expedició a Kakhètia, en el curs de la qual va caure malalt i va morir al cap de poc.
Després d'haver restablert la seva autoritat sobre Kakhètia, Ciríac II va aprofitar la debilitació del regne dels abkhazos que va seguir la mort de Lleó III per temptar d'estendre la seva esfera d'influència. A l'est, annexa primerament el petit principat d'Herècia després de la desaparició del príncep Ioanes Senaqerim o Joan Senaquerim (951-959). A Kartli va xocar amb David III d'Ibèria el Gran, curopalata de Taoklardjètia que es va acabar imposant com el protector del llinatge dels bagràtides.

## Família
Ciríac II va tenir dos fills:
- Padala ;[1]
- David de Kakhètia.